# 新城社
24°07′47″N 121°38′59″E / 24.12962°N 121.64977°E
新城社又稱新城神社，該地原先有日本政府設立的「新城事件記念石」，後來又興建了此座神社。二次大戰後，神社土地為天主教會買下，興建新城天主堂，但仍有鳥居、基座等遺跡殘存下來。神社的遺跡於2005年2月23日公告為花蓮縣的縣定古蹟。

## 沿革
新城社所在地一帶，過去曾立有日本當局跟太魯閣族衝突事件的紀念碑，例如「殉難將士瘞骨碑」（1920年立）、「弔魂碑」（1915年立）、「陸軍監視哨殉難記念碑」（1920年立）等等。後來在昭和十二年（1937年）10月25日，新城社落成鎮座。鎮座日有當時的花蓮港廳長藤村寬太與花蓮郡守吉田治久等人參與，並有舉行青年角力、舞蹈表演、劍道比賽等活動。
二次大戰後，有傳說國民政府派士兵拆除神社，結果士兵發瘋而無人敢利用神社土地的故事。而在民國45年（1956年），瑞士籍神父傅光業已在神社西邊建立幼稚園，後來瑞士籍神父沙智勇又在神社東邊建立神父會院（1959年）。到了民國53年（1964年），聖奧斯定咏禮會出資，以天主教花蓮教區名義買下神社土地興建天主堂。天主堂於民國55年（1966年）落成。

## 神社遺跡

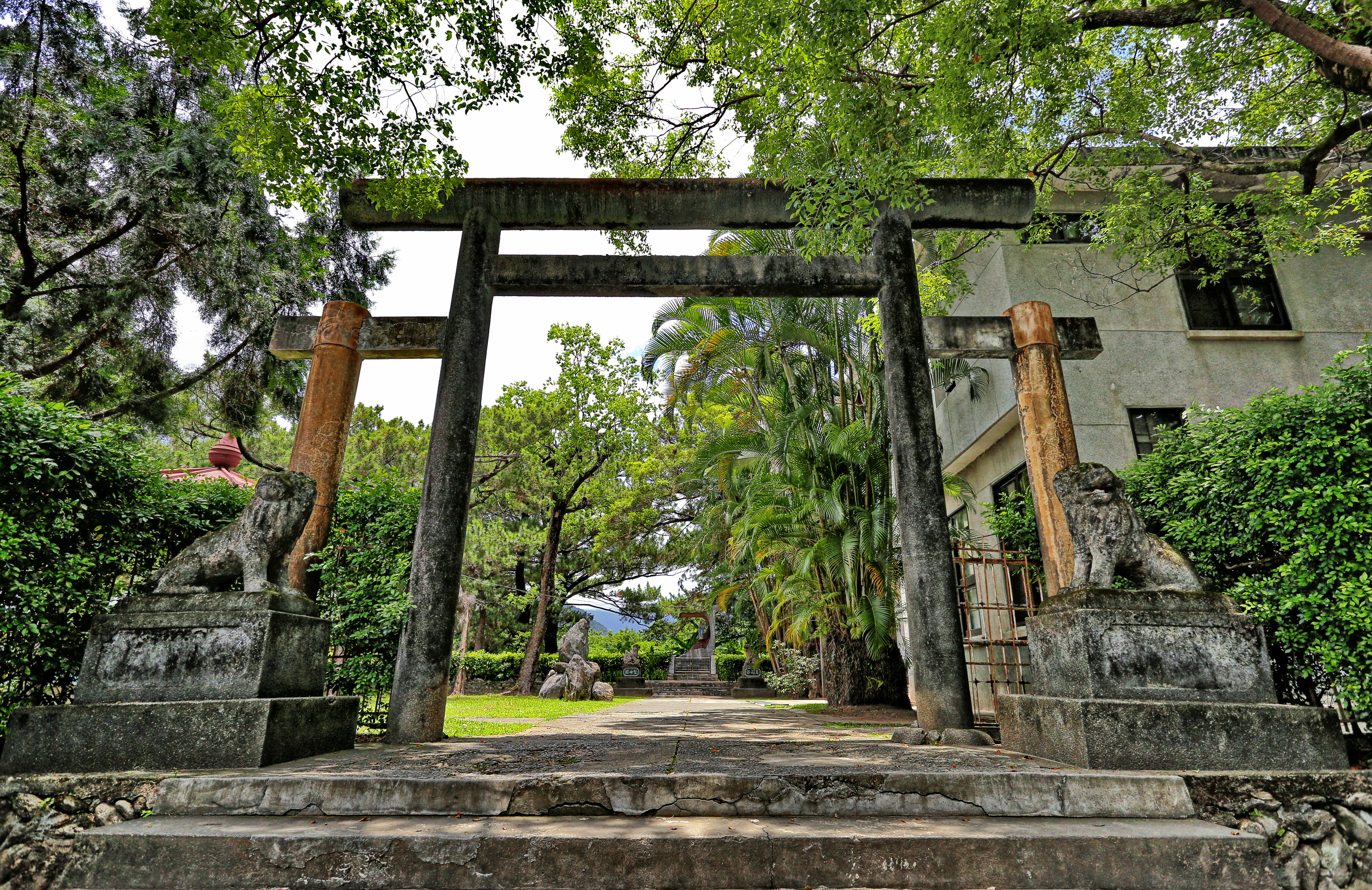
第三鳥居

新城社有三座鳥居，第一鳥居位在新城公園旁往新城天主堂的路上，1979年由新城鄉公所將兩側鋸斷，成了寫著「新城公園」四字的牌坊。第二鳥居則成為教堂區域的入口，上寫「天主教會」四字。第二與第三鳥居兩側有後來安置的支柱，是新城天主堂的戴宏基神父加裝的防護措施。
手水舍的淨手池，則被移到天主堂內部當成「聖洗池」使用。

## 圖片

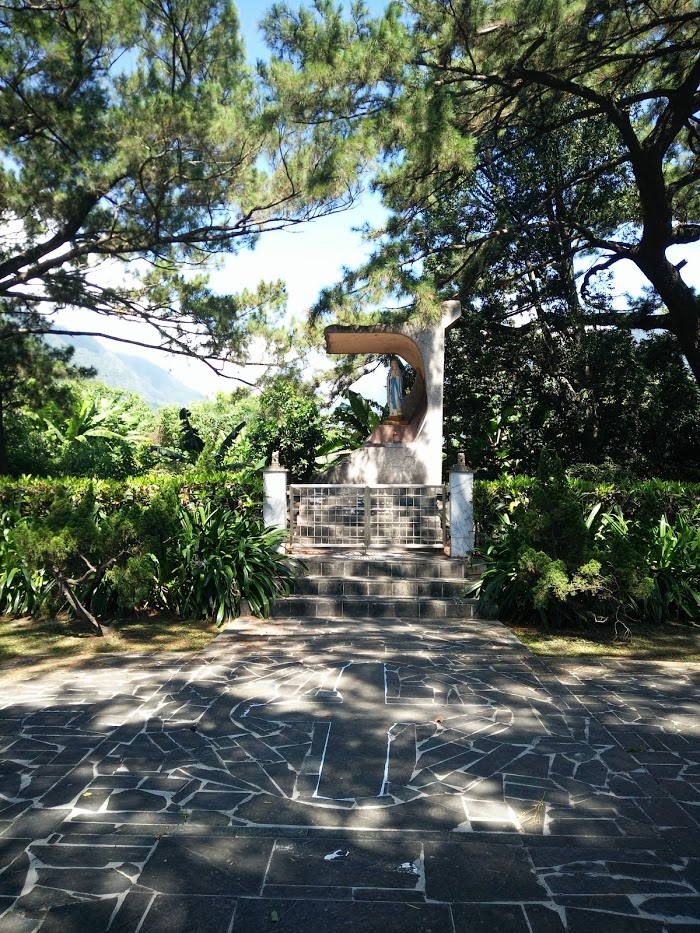
神社本殿基座上豎立的聖母像
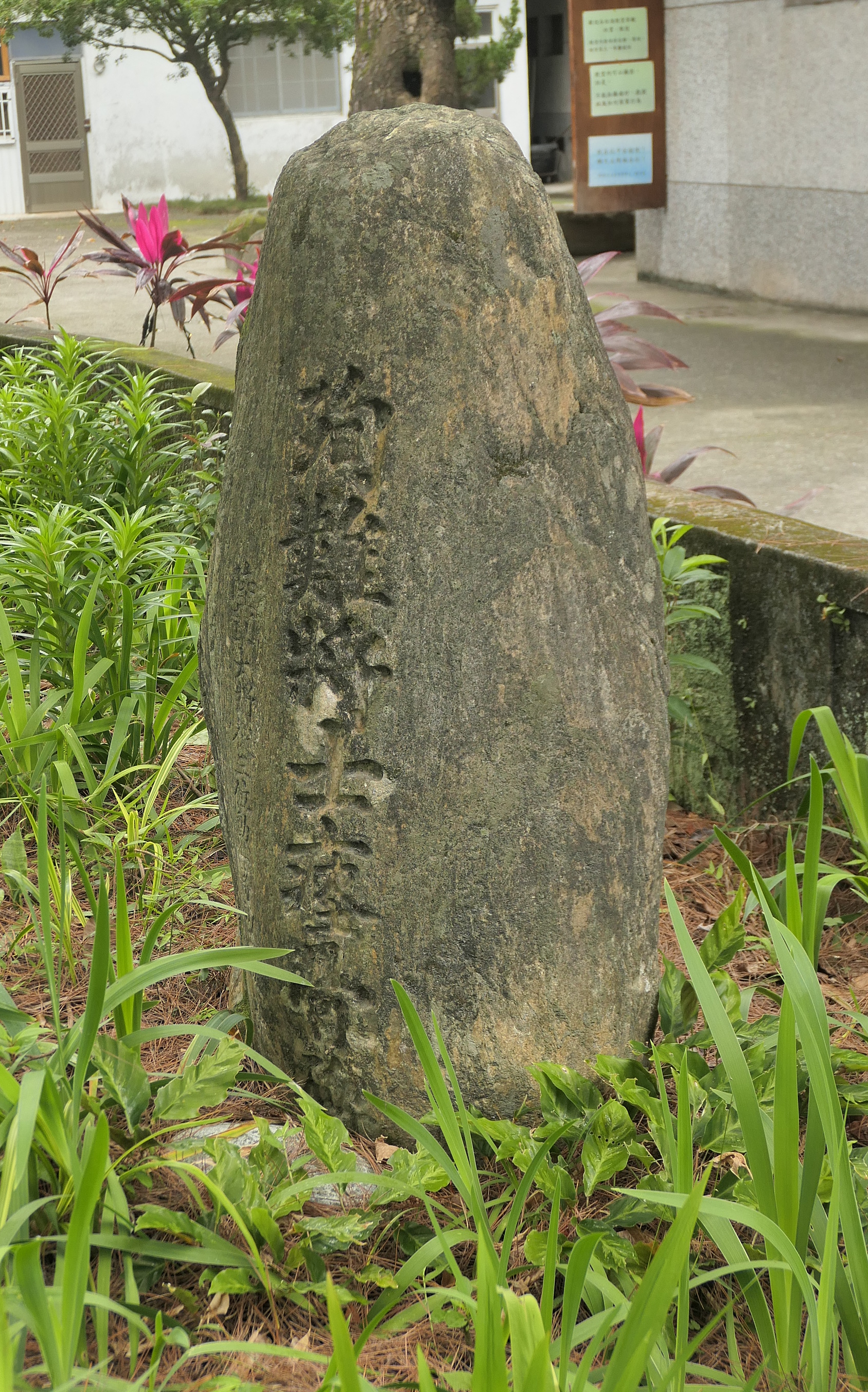
「殉難將士瘞骨碑」（新城事件記念石）
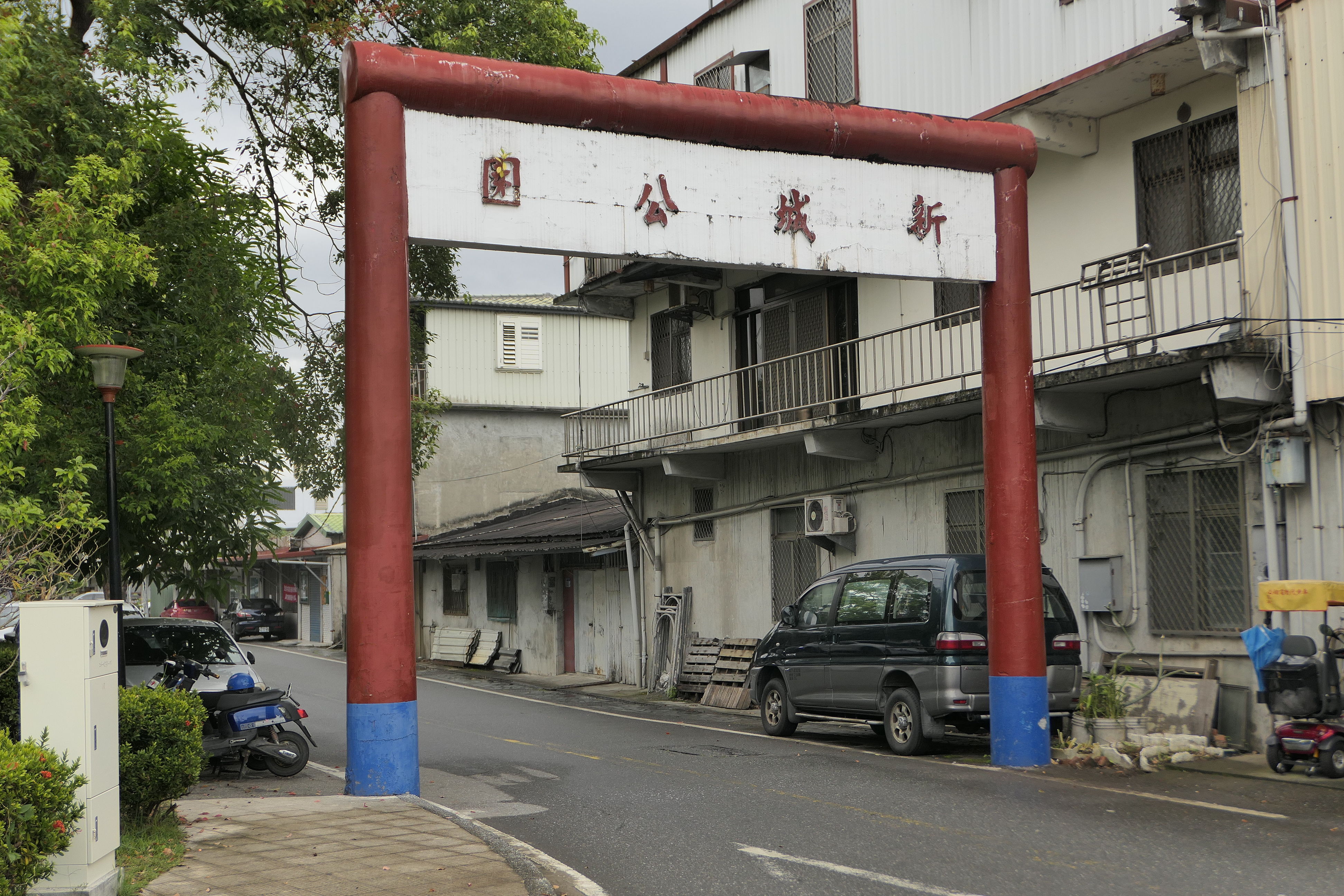
第一鳥居